# Jekaterina Furtseva
Jekaterina Aleksejevna Furtseva (ryska: Екатерина Алексеевна Фурцева), född 7 december 1910 i Vysjnij Volotjok i Ryssland, död 24 oktober 1974 i Moskva, var en rysk (sovjetisk) politiker (kommunist). Hon var medlem av politbyrån 1957–1960 och kulturminister 1960-1974. Hon var en av endast fyra kvinnliga medlemmar i politbyrån. 

## Biografi
Ursprungligen anställd i Moskvas textilindustri och partiarbetare på Krim tog hon ingenjörsexamen i kemi 1941. Hon var aktiv inom Komsomol, blev kommunalsekreterare i Moskva 1950, kandidatmedlem för partiet 1952 och var första sekreterare för partiledningen i Moskva 1954–1957. 
Efter att ha gett filmindustrin order om bojkott av den ryska filmstjärnan Boris Babotjkin som straff för att han karikerat sovjetiska makthavare och krävt censur av honom i Pravda blev hon invald i politbyrån. Hon stödde Chrusjtjov och störtade Vjatjeslav Molotov, Georgij Malenkov, och Lazar Kaganovitj. 
Hon uteslöts ur politbyrån efter att KGB 1960 avlyssnat ett privat telefonsamtal där hon kritiserade Chrusjtjov. Hon gjorde då ett självmordsförsök, men förläts av partiet efter att ha tagit tillbaka sin kritik och utsågs till kulturminister. Som kulturminister hade hon endast inflytande inom sitt område. Hon utövade stor makt över kulturlivet, både negativ och positiv, och många artister inom teater och film försökte söka hennes stöd för sina karriärers skull. 
År 1974 blev hon inblandad i en skandal om illegala kommersiella överenskommelser, och begick självmord för att undvika en utredning.